# Poisoned by Jealousy
Poisoned by Jealousy è un cortometraggio muto del 1915 diretto da Langdon West.

## Produzione
Il film fu prodotto dalla Edison Company.

## Distribuzione
Distribuito dalla General Film Company, il film - un cortometraggio in due bobine - uscì nelle sale cinematografiche USA il 30 aprile 1915.